# Leskowa
Leskowec (bułg. Лескова) – schronisko turystyczne w Starej Płaninie w Bułgarii. Znajduje się w Leskowej, przysiółku wsi Osenowłak. Jest to murowany jednopiętrowy budynek o pojemności 28 miejsc z wewnętrznymi, wspólnymi węzłami sanitarnymi i łazienkami. Budynek ma dostęp do wody bieżącej, ma prąd z agregatu, a ogrzewany jest piecem. Dysponuje kuchnią turystyczną i jadalnią. Schronisko jest na trasie europejskiego długodystansowego szlaku pieszego E3 ( Kom - Emine).
Do schroniska dochodzi się z dworca w Elisejnej do Osenowłaka 21 km drogą asfaltową i stamtąd jeszcze 6 km drogą gruntową. 
Sąsiednie obiekty turystyczne:
- schronisko Trystena - 6 godz.
- schronisko Murgasz - 6,30 godz.

Szlaki są znakowane. 
Punkty wyjściowe:
- Osenowłak - 2 godz pieszo
- Ogoja - 2,30 godz. pieszo
- Litakowo - 3 godz. pieszo
- Ignatica - 6,30 godz. pieszo

Wszystkie szlaki są znakowane.